# بنی‌عقیل
بنی‌عُقَیل (به عربی: بَنُو عُقَيل) این قبیله تاریخی عرب است که نقش مهمی در تاریخ دنیای شرق داشته است. آنها از عُقیل بن کعب بن ربیعه بن عامر بن صعصعه از هوازن قیسی مضری عدنانی هستند. بنابراین آنها از نسل حضرت اسماعیل فرزند ابراهیم خلیل پیامبر هستند. کورانی گفت: «بنی عُقیل قبیله ای تجاری و سلطنتی است (...) که دهه ها بر عراق هژمونی سیاسی داشتند». این سلسله علما، قهرمانان، شاعران، پادشاهان و شاهزادگان بسیاری به دنیا آورد.

## تبار شناسی
قبیله بنی عقیل متعلق به:
عُقیل بن کعب بن ربیعه بن عامر بن صعصعه بن معاویه بن بکر بن هوازن بن منصور بن عکرمه بن خصفه بن قیس عیلان بن مضر بن نزار بن معد بن عدنان از اولاد پیامبر اسماعیل بن پیامبر خدا ابراهیم خلیل.

## افراد
- عتی بن یزید بن مالک عقیلی: از شاعران پیش از اسلام که زبان شناسان و نحو دانان به شعر او استناد کرده اند.
- الاعلم بن خویلد: ابوحرب، در زمان جاهلیت شوالیه بود، سپس نزد محمد آمد و از یاران وی بود.
- ربیعه عقیلی: از کشته‌شدگان جنگ جمل و همراه علی بن ابی‌طالب.
- علی بن ابراهیم عقیلی: صحابی علی بن ابی‌طالب.
- موسی بن یونس بن محمد بن منعه بن مالک العقیلی، کمال‌الدین، ابوالفتح موصلی: او برای هوش و وسعت علمش نمونه بود، نامش معروف شد، طبقه‌بندی شد، درس خواندند و شاگردان زیادی داشت، در ریاضیات سرآمد بود و درباره او گفته شد: در چهارده علم کار کرد؛ از شاگردان او می توان به ابن خلکان و ابن الاثیر ابهری اشاره کرد.
- اسحاق بن مسلم عقیلی: پیشوای و شیخ با تجربه و صاحب نظر بود و اگر صلح می کرد با اعراب صلح می کرد و اگر می جنگید با اعراب می جنگید فرماندار ارمنستان او دوران امویان و عباسیان را شاهد بوده است.
- لیله اخیلیه: شاعری که در آغاز اسلام و عصر امویان می زیست.
- عبدالرحمن بن یحیی عقیلی: از یاران موسی کاظم.
- مزاحم عقیلی: شاعر بود، معاصر جریر و الفرزدق و از هر یک پرسیده شد: آیا کسی را با شعری بهتر از خود می شناسید؟  فرزدق گفت: نه، جز این که پسری از بنی عقیل بر پشت شتران و اسب سوار است و در آن کار نیکو است. جریر پاسخ مشابهی داد.  به ذوالرمه گفته شد: آیا تو بهترین اهل شعر هستی؟  گفت: نه، اما پسری از بنی عقیل به نام مزاحم، مثل هیچ کس شعر می گوید.
- محمد بن مُسیب عقیلی: با نام مستعار شناخته شده است (اقبال‌الدوله)، بنیانگذار دولت عقیلیه و اولین کسی که امارت آل مسیب را در موصل تأسیس کرد که بیش از صد سال به طول انجامید.
- ابن ملهم: معروف به مکین‌الدوله، فرمانده فاطمی، فاتح آفریقا و فرمانده لشکرکشی در مغرب سفلی، امارت حلب را بر عهده گرفت و بر جند اردن حکومت کرد.
- مقلد عقیلی: معروف به حسام‌الدوله یکی از مشهورترین شاهزادگان دولت عقیلیه و مؤسس آن و از رهبران قرن چهارم هجری است. اختیارات او گسترش یافت تا اینکه در صدد تصرف بغداد برآمد.
- شیخ عربی بن مسافر: از علما و فقهای حله در قرن ششم هجری و مشهورترین شیخ در میان شیوخ ابن ادریس حلّی و مورخان در مورد او مدح و ثنا نوشته اند.
- محمد بن عمرو بن عثمان بن فضل عقیلی: فقیه از شیوخ صدوق.
- شیخ یوسف بحرانی: او یک روحانی، فقیه و مرجع شیعه بحرینی است که به صاحب الحدقیق معروف است و نامش را از کتاب معروفش الحدائق النضیرة فی احکام الاطره الطاهره گرفته است.
- عقيليان.
- سلاطین جبریان.
- شاهزادگان عصفوريان.
- عبدالعزیز عقیلی: وزیر دفاع سابق عراق و نامزد ریاست جمهوری عراق در سال 1966.